# Männiku (Saaremaa)
Koordinaten: 58° 26′ N, 22° 53′ O
Männiku ist ein Dorf (estnisch küla) auf der größten estnischen Insel Saaremaa. Es gehört zur Landgemeinde Saaremaa (bis 2017: Landgemeinde Valjala) im Kreis Saare.
Das Dorf hat sieben Einwohner (Stand 31. Dezember 2011).